# 珍妮佛·李
珍妮佛·米雪兒·李（Jennifer Michelle Lee，1971年10月22日—）是一名美国女性动画电影编剧和导演。代表作品有联合编剧的2012年迪士尼动画《无敌破坏王》以及单独编剧兼联合导演的2013年迪士尼动画《冰雪奇缘》，后者非常成功口碑为在全球各地收获12.67亿美元的票房佳绩，是有史以来最高票房的动画片。她是迪士尼动画工作室的第一位女性电影导演。她自2018年起担任华特迪士尼动画工作室的首席创意总监。

## 生平
她生于1971年，母亲和父亲分别为 Linda Lee 与 Saverio Rebecchi，生长于罗德岛州的普羅維登斯。获得新罕布什尔大学的英语学位，之后到纽约从事印刷艺术设计工作。30岁时进入哥伦比亚大学艺术学院学习电影美术，取得艺术创作硕士学位，并遇到了事业搭档 Phil Johnston，后来两人共同担任《无敌破坏王》的编剧。2018年6月，在迪士尼创意总监约翰·拉塞特因丑闻宣布离职后，迪士尼宣布珍妮佛·李将接替他在迪士尼的位置。

## 个人生活
1999年她与 Robert Joseph Monn 结婚，后来离婚，两人育有一个生于2003年的女儿 Agatha Lee Monn，女儿在2013年电影《冰雪奇缘》中演唱了一首插曲 "Do You Want to Build a Snowman?"。她目前居住在圣费尔南多谷。

## 作品

### 电影
| 年份 | 標題                        | 擔任角色                     | 註記                 |
| ---- | --------------------------- | ---------------------------- | -------------------- |
| 2012 | 《无敌破坏王》              | 编剧                         |                      |
| 2013 | 《冰雪奇缘》                | 导演、编剧                   | 客串配音--伊杜娜皇后 |
| 2014 | 《超能陆战队》              | 创意领导之一                 |                      |
| 2016 | 《疯狂动物城》              | 编剧、创意领导之一           |                      |
| 2016 | 《海洋奇缘》                | 创意领导之一                 |                      |
| 2018 | 《时间的皱折》              | 编剧                         |                      |
| 2018 | 《无敌破坏王2：大闹互联网》 | 执行制作人、工作室及创意领导 |                      |
| 2019 | 《冰雪奇缘2》               | 导演、编剧、工作室及创意领导 |                      |
| 2021 | 《寻龙奇缘》                | 执行制作人、工作室及创意领导 |                      |
| 2021 | 《奇幻魔法屋》              | 执行制作人、工作室及创意领导 |                      |
| 待定 | The Way Between             | 编剧、制作人                 |                      |

## 奖项
《无敌破坏王》
- 第40届安妮奖最佳编剧
- 第70届金球奖最佳动画电影提名
- 第85届奥斯卡金像奖动画电影提名

《冰雪奇缘》
- 第41届安妮奖最佳动画电影、最佳导演、最佳音乐、最佳美工设计和最佳配音
- 第71届金球奖最佳动画电影
- 第67届英国电影学院奖最佳动画电影
- 第86届奥斯卡金像奖最佳动画电影